# Viktor Troicki
Viktor Troicki (/ˈtrɔɪtski/), (Belgrado, 10 de febrero de 1986) es un exjugador de tenis serbio. Fue un frecuente integrante del equipo serbio de Copa Davis y en 2008 quebró por primera vez la barrera del top 100 del ranking mundial.
Su mejor victoria ocurrió en la segunda ronda del Torneo de Umag 2007, cuando derrotó a su compatriota Novak Djokovic, n.º 3 del mundo.
En 2008 alcanzó su primera final de un torneo ATP en Washington, tras eliminar al n.º9 del mundo, Andy Roddick, en cuartos de final. En la final perdió con el argentino Juan Martín del Potro.
En 2013 fue sancionado durante 18 meses por negarse a cumplir con un control antidopaje, sanción que posteriormente fue reducida a 12 meses. Volvió en el ATP 250 de Gstaad (Suiza) en julio, siendo el n.º 847. Tras solo 4 meses jugando Challenger's y recibiendo algunas Wild Cards en torneo superiores, Troicki se sitúa ya el N.º 56 del mundo, ganando su segundo torneo ATP desde la clasificatoria.

## Vida personal
Viktor se casó con Aleksandra Đorđević el 27 de noviembre de 2016. Tienen dos hijas, Irina y Darija.

## Títulos ATP (5; 3+2)

### Individuales (3)
| Leyenda                       |
| Grand Slam (0)                |
| ATP World Tour Finals (0)     |
| ATP Masters 1000 (0)          |
| ATP World Tour 500 series (0) |
| ATP World Tour 250 series (3) |

| n.º | Fecha                 | Torneo | Superficie | Oponente en la final | Resultado        |
| --- | --------------------- | ------ | ---------- | -------------------- | ---------------- |
| 1.  | 24 de octubre de 2010 | Moscú  | Dura (i)   | Marcos Baghdatis     | 3-6, 6-4, 6-3    |
| 2.  | 17 de enero de 2015   | Sídney | Dura       | Mijaíl Kukushkin     | 6-2, 6-3         |
| 3.  | 16 de enero de 2016   | Sídney | Dura       | Grigor Dimitrov      | 2-6, 6-1, 7-6(7) |

#### Finalista (6)
| n.º | Fecha                 | Torneo     | Superficie | Oponente en la final  | Resultado   |
| --- | --------------------- | ---------- | ---------- | --------------------- | ----------- |
| 1.  | 11 de agosto de 2008  | Washington | Dura       | Juan Martín del Potro | 3-6, 3-6    |
| 2.  | 4 de octubre de 2009  | Bangkok    | Dura (i)   | Gilles Simon          | 5-7, 3-6    |
| 3.  | 15 de enero de 2011   | Sídney     | Dura       | Gilles Simon          | 5-7, 6-7(4) |
| 4.  | 23 de octubre de 2011 | Moscú      | Dura (i)   | Janko Tipsarević      | 4-6, 2-6    |
| 5.  | 14 de junio de 2015   | Stuttgart  | Hierba     | Rafael Nadal          | 6-7(3), 3-6 |
| 6.  | 7 de febrero de 2016  | Sofía      | Dura (i)   | Roberto Bautista      | 3-6, 4-6    |

### Dobles (2)
| Leyenda                       |
| Grand Slam (0)                |
| ATP World Tour Finals (0)     |
| ATP Masters 1000 (0)          |
| ATP World Tour 500 series (0) |
| ATP World Tour 250 series (2) |

| N.º | Fecha                    | Torneo  | Superficie | Pareja          | Oponentes en la final           | Resultado |
| --- | ------------------------ | ------- | ---------- | --------------- | ------------------------------- | --------- |
| 1.  | 27 de septiembre de 2010 | Bangkok | Dura (i)   | Christopher Kas | Jonathan Erlich Jürgen Melzer   | 6-4, 6-4  |
| 2.  | 12 de febrero de 2017    | Sofía   | Dura (i)   | Nenad Zimonjić  | Mijaíl Yelguin Andréi Kuznetsov | 6-4, 6-4  |

#### Finalista (2)
| N.º | Fecha                 | Torneo | Superficie | Pareja             | Oponentes en la final         | Resultado  |
| --- | --------------------- | ------ | ---------- | ------------------ | ----------------------------- | ---------- |
| 1.  | 24 de octubre de 2010 | Moscú  | Dura (i)   | Janko Tipsarević   | Igor Kunitsyn Dmitri Tursúnov | 6-7(8) 3-6 |
| 2.  | 12 de enero de 2018   | Sídney | Dura       | Jan-Lennard Struff | Łukasz Kubot Marcelo Melo     | 3-6, 4-6   |

#### Clasificación en torneos del Grand Slam
| Torneo                | 2008 | 2009 | 2010 | 2011 | 2012 | 2013 | 2014 | 2015 | 2016 | 2017 | 2018 | 2019 | 2020 | 2021 | G-P   | Títulos |
| --------------------- | ---- | ---- | ---- | ---- | ---- | ---- | ---- | ---- | ---- | ---- | ---- | ---- | ---- | ---- | ----- | ------- |
| Abierto de Australia  | 1R   | 2R   | 2R   | 3R   | 2R   | 1R   | A    | 3R   | 3R   | 3R   | 2R   | 2R   | Q2   | 1R   | 13-12 | 0       |
| Roland Garros         | 1R   | 2R   | 3R   | 4R   | 2R   | 4R   | A    | 2R   | 4R   | 2R   | A    | Q3   | Q1   | Q2   | 15-9  | 0       |
| Wimbledon             | 2R   | 3R   | 2R   | 2R   | 4R   | 3R   | A    | 4R   | 2R   | 1R   | A    | A    | ND   | Q2   | 14-9  | 0       |
| US Open               | 3R   | 2R   | 1R   | 1R   | 1R   | A    | A    | 3R   | 2R   | 3R   | 1R   | A    | A    | A    | 8-9   | 0       |
| ATP World Tour Finals | -    | -    | -    | -    | -    | -    | -    | -    | -    | -    | -    | -    | -    | -    | 0-0   | 0       |

## ATP Challenger Tour (2)
| N.º | Fecha                 | Torneo   | Superficie | Oponente en la final | Resultado     |
| --- | --------------------- | -------- | ---------- | -------------------- | ------------- |
| 1.  | 24 de abril de 2006   | Dharwad  | Dura       | Łukasz Kubot         | 2-6, 6-4, 6-4 |
| 2.  | 16 de febrero de 2009 | Belgrado | Carpeta    | Dominik Hrbatý       | 6-2, 7-5      |